# 광전관

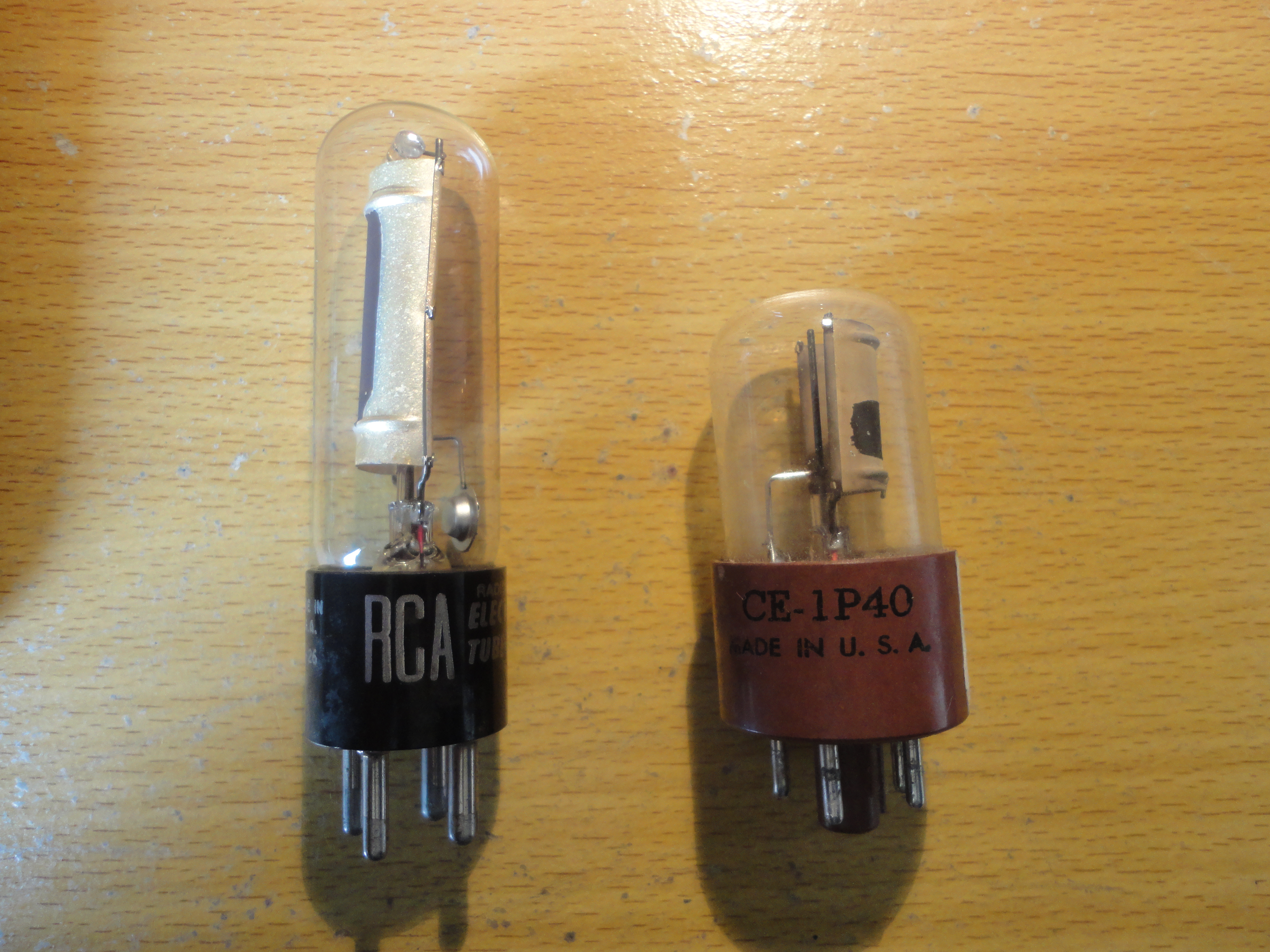
두 개의 다른 유형의 광전관

광전관은 빛에 민감한 가스 충전 또는 진공 튜브의 유형이다.
이러한 튜브는 보다 정확하게 광전지 도는 광도전 셀과 구별하기 위해 "광전자 셀"이라고 한다.
광튜브는 이전에 널리 사용되었지만 지금은 고체 상태의 광검출기가 많은 응용 프로그램에서 대체한다.
광전자 중 배관은 가장 민감한 광검출기이며, 아직도 널리 물리학 연구에서 사용된다.

## 작동 원리
광튜브는 광전 효과에 따라 작동한다. 들어오는 광전자는 애노드(양극)에 끌려오며, 그 표면에서 전자를 두드려, 광음극(en:photocathode)에 부딪힌다. 따라서 전류 인입 광자의 빈도와 강도에 따라 달라진다. 광전 증폭관과 달리, 더 증폭이 발생하지 않기 때문에 소자를 통과하는 전류는 보통 몇 마이크로암페어정도 차수가 나온다.
장치가 감지되는 동안의 광파장 범위는 광음극에 사용되는 재료에 따라 달라진다. 광음극에 사용되는 재료로는 세슘-안티몬 합금 등을 이용한 합금 광전면과, 산화 세슘과 은으로 된 복합음극(複合陰極)을 사용한 복합 광전면이 있다.
관 속을 진공으로 한 광전관은 양극 전압에 대하여 정비례한 출력 전류를 갖는다. 주파수 특성이 좋아 측정장치에 주로 사용된다. 관 속에 비활성기체를 약간 넣은 광전관은 광전면에서 나온 전자가 관 속의 가스분자에 부딪히면서 전리 되면서 양극에 이르기 때문에 10~100배로 높은 감도를 얻게 된다. 그러나 양극 전압이 너무 높아지면 전류가 급격히 올라 방전이 일어나게 되는 문제가 있다.

## 참조
1. ↑  J.B. Calvert (2002년 1월 16일). “Electronics 30 - Phototubes”. University of Denver. 2007년 6월 9일에 원본 문서에서 보존된 문서. 2016년 10월 27일에 확인함.
2. ↑  Mullard Technical Handbook Volume 4 Section 4:Photoemissive Cells (1960 Edition)